# Wallern im Burgenland
Wallern im Burgenland é um município da Áustria localizado no distrito de Neusiedl am See, no estado de Burgenland.